# Anthems to the Welkin at Dusk
Anthems to the Welkin at Dusk drugi je studijski album norveškog black metal-sastava Emperor. Album su 8. srpnja 1997. godine objavile diskografske kuće Candlelight Records i Century Black.

## Pozadina
Album je bio snimljen u koncertnoj dvorani Grieghallen u Bergenu, Norveškoj.
Početni gitaristički rif na pjesmi "Ye Entrancemperium" preuzet je iz Mayhemove bezimene pjesme. Pošto je on sam osmislio rif, Mayhemov gitarist Euronymous spomenut je u knjižici albuma, iako je umro gotovo četiri godine prije nego što je album skladan i snimljen. Snimku ove nedovršene pjesme može se naći na Mayhemovom bootleg albumu Ha Elm Zalag.

## Objava
Radi najave predstojećeg studijskog albuma, sastav je 1996. godine sastav objavio EP Reverence (koji je uključivao pjesmu "The Loss and Curse of Reverence"). Anthems to the Welkin at Dusk bio je objavljen 8. srpnja 1997. te ga je objavio Candlelight Records. U doba svog izdanja, album se našao na 28. mjestu top liste albuma u Finskoj.
Kao kontrast prethodnom albumu In the Nightside Eclipse, Anthems se odlikuje bržim tempom te se više oslanja na zvuk gitare s minimalnim korištenjem klavijatura, pritom se više koristeći čistim vokalima i blast-beat stilom bubnjanja. Glazbeni pristup objašnjen je citatom na poleđini albuma: "Emperor se bavi isključivo profinjenom black metal umjetnošću". Također, tekstovi pjesama na albumu počeli su se odmicati od prirode i sotonističkih elemenata te su se počeli baviti mističnim temama.
Godine 1998. album je bio ponovno objavljen zajedno s tri bonus pjesme s EP-a Reverence. Sastav je napravio spot za pjesmu "The Loss and Curse of Reverence".

## Popis pjesama
Tekstovi: Ihsahn. 
| 1.    | »Alsvartr (The Oath)«             | Ihsahn                     | 4:18 |
| 2.    | »Ye Entrancemperium«              | Ihsahn, Samoth, Euronymous | 5:14 |
| 3.    | »Thus Spake the Nightspirit«      | Ihsahn                     | 4:30 |
| 4.    | »Ensorcelled by Khaos«            | Ihsahn, Samoth             | 6:39 |
| 5.    | »The Loss and Curse of Reverence« | Ihsahn, Samoth             | 6:09 |
| 6.    | »The Acclamation of Bonds«        | Ihsahn, Samoth             | 5:54 |
| 7.    | »With Strength I Burn«            | Ihsahn, Samoth             | 8:17 |
| 8.    | »The Wanderer« (instrumental)     | Samoth                     | 2:54 |
| 43:55 |                                   |                            |      |

| 9.  | »In Longing Spirit«                                          | 5:55 |
| 10. | »Opus a Satana« (orkestralna verzija pjesme "Inno a Satana") | 4:18 |
| 11. | »The Loss and Curse of Reverence« (uživo)                    | 6:24 |

## Recenzije
Steve Huey, glazbeni kritičar sa stranice AllMusic, dodijelio je albumu četiri i pol zvjezdice od pet te je izjavio da je album "veličanstveno osmišljen i izvršen opus koji ispunjava sva Emperorova obećanja i ambicije. Od svog se prethodnika najviše razlikuje u oštrijoj, čišćoj produkciji koja omogućuje da aranžmanski detalji puno lakše isplivaju na površinu."
Dodao je kako se na albumu prikazuje veća upotreba ukrasa klasične glazbe, veća raznolikost u Ihsahnovim vokalima, veća čujnost u interakciji Ihsahnovih i Samothovih gitara te složeniji i melodičniji zvuk klavijatura. "Definitivno se nadograđuje na osnove koje su postavili pioniri ekstremnog metala Celtic Frost i Bathory: na prve nemirnim eksperimentiranjem, a na druge odlučnošću za stvaranjem nečeg suštinski skandinavskog."
Na kraju zaključuje: "Anthems to the Welkin at Dusk je zacementirao reputacije Emperora kao najvećeg sastava black metal žanra te Ihsahna kao njegovog najistaknutijeg glazbenog vizionara; također je učvrstio žanr black metala kao vrstu umjetnosti koja neće tako skoro nestati te je otvorio vrata velikom rasponu kreativnih mogućnosti progresivnijem i ekscentričnijem okrilju žanra. In the Nightside Eclipse možda bi mogao sažeti black metal bolje od bilo kojeg drugog albuma, ali odvojeno od vanjskog konteksta, Anthems to the Welkin at Dusk je najveće samostalno kreativno postignuće black metala."

## Zasluge
| Emperor - Ihsahn – vokali, gitara, sintesajzer, produkcija, mastering - Samoth – gitara, produkcija, mastering - Alver – bas-gitara - Trym – bubnjevi, udaraljke | Ostalo osoblje - Pytten – produkcija, inženjer zvuka - Vargnatt Inc. – mastering - Stephen O'Malley – naslovnica, ilustracije - David Palser – fotografija - Jørgen – inženjer zvuka - Cristophe Szpajdel – logotip |